# MojoPac
MojoPacは、RingCube Technologiesからリリースされた、仮想化ソフトウェア。

## 概要
iPodやUSBメモリ、ポータブルHDD、一部の携帯電話など、多くのストレージデバイスにインストール可能。
これをインストールしたデバイスをWindows XPを搭載した他のPCに接続することにより、他のPCでも自分自身のPC環境（PCの設定、アプリケーションなど）で利用することが出来る。
デバイスの接続を切った後でも、接続したPCにファイル・アプリケーション・キャッシュなどは残らないので、プライバシー・セキュリティの安全が保たれる。